# Дарасунське ТВ
Дарасунське ТВ (рос. ДАРАСУНСКОЕ ЛО, Вершино-Дарасунское ЛО) - табірне відділення, підрозділ, що діяв у системі виправно-трудових установ СРСР.
Організоване 10.03.48 (виділено зі складу Балейського ВТТ);

закрите 29.04.53.

## Підпорядкування і дислокація
- СГУ, у складі УВТТК УМВС по Читинській обл. з 10.03.48.

Дислокація: Читинська область, с. Вершина Дарасун

## Виконувані роботи
- обслуговування тресту «Дарасунзолото»,
- будівництво цеху ціанування концентратів

## «Дарасунзолото»
У 1933 рудник у складі тресту «Забайкалзолото» перейменовано в Дарасунське рудоуправління, в 1934-54 самостійний комбінат «Дарасунзолото», з 1954 у складі тресту (пізніше - виробничого об'єднання) «Забайкалзолото».
До 1941 року побудована шахта «Східна» та ЗИФ № 2 (золотовидобувна фабрика), за роки війни видобуто понад 20 т (640 тис. унцій) золота. У 1953 р. реконструйована ЗИФ № 2. У 1950-70 обсяг видобутку золота 2,5 - 3,0 т на рік.
Технологічний процес ЗИФ включає двоетапне подрібнення руди, гравітаційне збагачення для отримання «золотої головки», флотацію сульфидного концентрату, який піддається дрібному подрібненню і ціанідному вилуговуванню. Розчинене золото витягується на вугілля і потім піддається десорбції і електролізу з розчину. «Золота головка» і катодне золото виплавляються в злиток Доре.